# Goldener Ehrenring der Stadt München
Der Goldene Ehrenring der Stadt München wird an Persönlichkeiten verliehen, die sich herausragende Verdienste um den Sport in München erworben haben.
Am 18. Februar 1981 beschloss der Münchner Stadtrat die Einführung des Goldenen Ehrenrings. Er wird pro Jahr an maximal drei Personen verliehen. Die Entscheidung über die Verleihung trifft der Münchner Oberbürgermeister nach Anhörung des Ältestenrates. Der Ring besteht aus massivem Gold und zeigt, auf einer Onyxplatte, ein historisches Münchner Stadtwappen.

## Ringträger
- 1981 Ludwig Koppenwallner, Sportredakteur
- 1981 David Messthaler, Stadtrat, Vizepräsident des Bayerischen Landes-Sportverbandes
- 1981 Karl Pfab, Vizepräsident des FC Bayern München e. V., Vorsitzender des Fußballverbandes Bezirk Oberbayern
- 1982 Franz Beckenbauer, Fußball-Nationalspieler
- 1982 Gottfried Kustermann, Sportschütze
- 1983 Herbert Kunze, Präsident des Deutschen Eissport-Verbandes
- 1983 Wilhelm Neudecker, Präsident des FC Bayern München e. V.
- 1983 Josef Schabmair, Vorsitzender des Sportbeirates und des BLSV Kreis München
- 1984 Karl Hess, Stadtrat, Mitglied des Bezirksschützenmeisteramtes
- 1984 Karl-Heinz Rummenigge, Fußball-Nationalspieler
- 1984 Adalbert Wetzel, Präsident des TSV München von 1860 e. V.
- 1988 Willi Daume, Präsident des Nationalen Olympischen Komitees für Deutschland
- 1988 Werner Göhner, Direktor der Münchner Olympiapark GmbH
- 1988 Marina Kiehl, Skirennläuferin
- 1992 Fritz Schuster, Stadtrat
- 1996 Norbert Stellmach, Vorsitzender des Sportbeirates und des BLSV Kreis München
- 2002 Hermann Memmel, Stadtrat und Landtagsabgeordneter
- 2002 Maria Nindl, Stadträtin
- 2002 Adi Wiedemann, Stadtrat
- 2003 Oliver Kahn, Fußball-Nationalspieler
- 2007 Gertrude Krombholz, Technische Universität München Sportlehrerausbildung/Tanz
- 2010 Uli Hoeneß, Präsident des FC Bayern München
- 2010 Verena Bentele, Skilangläuferin und Biathletin
- 2010 Karlheinz Summerer, Olympiapfarrer
- 2012 Hans-Ulrich Hesse, Vorsitzender des Sportbeirates
- 2014 Wolfgang Steuer, Ehrenpräsident der World Rock’n’Roll Confederation
- 2018 Wolfgang Kink, Vizepräsident des Deutschen Schützenbundes
- 2024 Georg Felbermayr, 1. Vorsitzender SG Grabenfleck